# Copenhagen Records
A Copenhagen Records egy független dán zenekiadó. 2004-ben alapította Jakob Sørensen, Nick Foss, Mik Christensen és Christian Backman, akik addig az EMI, illetve dán leányvállalata, a dán piac 40%-át birtokló Medley Records vezető beosztású alkalmazottai voltak.
A cég 2004. január 5-én kezdte meg működését Koppenhágában. Az alapítók szerint céljuk nem az, hogy az EMI-tól csábítsanak át művészeket, hanem hogy fiatal hazai tehetségeket fedezzenek fel és futtassanak be.

## Művészek
A következő zenészek, énekesek állnak szerződésben a kiadóval:
- Agnes
- Alphabeat
- Apollo
- Burhan G
- Caroline Henderson
- Carpark North
- Celina Ree
- D.E.T.
- Eivør
- Eric Gadd
- Hej Matematik
- Joey Moe
- Laust Sonne
- Le Kid
- Mads Langer
- Nephew
- Nexus Music
- Niarn
- Selvmord
- Silja
- Spleen United
- Thomas Holm